# Hilde Meisel
Hilde Meisel (* 31. Juli 1914 in Wien, Österreich-Ungarn; † 17. April 1945 in Tisis bei Feldkirch) war eine Sozialistin und Publizistin. Ab 1932 veröffentlichte sie Artikel in der Tageszeitung „Der Funke“ gegen die NS-Diktatur. In weiteren Beiträgen zu Zeitschriften, Büchern und Rundfunksendungen rief sie im englischen Exil, unter dem Pseudonym Hilda Monte, zum Widerstand gegen den Nationalsozialismus auf. Obwohl als Sozialistin und Jüdin stark gefährdet, unternahm sie wiederholt geheime Missionen nach Deutschland, Portugal (Ziel Südfrankreich, Schweiz) und Österreich. Weitere Decknamen, die sie in der Emigration benutzte, waren Hilde Olday (nach einer Scheinheirat), Selma Trier, Helen Harriman, Eva Schneider, H. Monte und Hilde Monte. Sie wurde am 17. April 1945 bei einem Grenzübertritt von Österreich in die Schweiz von einem Grenzsoldaten erschossen.

## Frühe politische Prägung
Sie wurde als jüngere von zwei Töchtern in einem nicht strenggläubigen bürgerlich-jüdischen Elternhaus in Wien geboren. 1915 zog die Familie zurück nach Berlin, wo die Eltern Ernst und Rosa Meisel bereits vor dem Krieg gelebt hatten und 1912 ihre Schwester Margot (später verheiratet mit dem Schriftsteller Max Fürst) geboren worden war. Der Vater Ernst Meisel arbeitete im Im- und Export von Haushaltsartikeln. Laut dem Berliner Adressbuch waren ihre Eltern von 1915 bis 1936 in Berlin gemeldet. Bis zur Pubertät prägte eine Schilddrüsenkrankheit ihr Leben und sie musste deshalb mit ihrer Mutter häufiger in die Schweiz zur Kur. 1924 wandte sich ihre Schwester Margot einer deutsch-jüdischen Jugendgruppe mit sozialrevolutionären Ideen, dem „Schwarzen Haufen“ (SH), zu, die bis 1927 den liberalen deutsch-jüdischen „Wanderbund-Kameraden“ angehörte und sich 1928 auflöste. Die Gruppe war auch für Hilde Meisel eine erste Orientierung.
Von 1924 bis 1928 besuchte Hilde Meisel – mit Unterbrechungen – die Cecilienschule in Berlin-Wilmersdorf. Als 1929 ihr Onkel, der bekannte Dirigent und Komponist Edmund Meisel, in London arbeitete, kam sie zum ersten Mal nach England. Ursprünglich wollte sie Kunst studieren, belegte schließlich aber Kurse in Nationalökonomie an der London School of Economics. Vor Ort stieß sie auch zu den Aktivitäten des Londoner Ablegers des Internationalen Sozialistischen Kampfbundes (ISK). Als der ISK 1932–1933 in Berlin eine eigene sozialistische Tageszeitung – Der Funke – herausgab, gehörte Hilde Meisel zur Redaktion und schrieb selbst zahlreiche Namensartikel. Ihre Themen behandelten zum großen Teil ökonomische und soziale Entwicklungen in Frankreich, England, Spanien und Indien, andere Artikel zeugten von der aufziehenden Gewalt.

## Machtergreifung der Nazis und Exil
Über den Internationalen Sozialistischen Kampfbund (ISK) fand sie Kontakt zu politischen Freunden in verschiedenen Ländern. Unter dem Pseudonym Hilda Monte brachte sie ihren Gesinnungsgenossen in Deutschland Literatur und Informationen und half auch so manchem bei der Flucht aus Deutschland.
Die Beiträge, die sie von 1934 bis 1938 für die Sozialistische Warte, eine Exil-Publikation des Internationalen Sozialistischen Kampfbundes (ISK), schrieb, befassten sich mit europäischen Wirtschaftsfragen. Sie warnte speziell vor dem wirtschaftlichen und politischen Ausgreifen des NS-Regimes auf Osteuropa.
Als sich die Lage des Strafverteidigers Hans Litten im KZ Dachau dramatisch zuspitzte, beteiligte sie sich auf die Bitte ihrer Schwester Margot intensiv an den Bemühungen um seine Freilassung. Sie korrespondierte darüber mit anderen Unterstützern und erreichte, dass am 26. Januar 1938 im Manchester Guardian ihr Aufruf „In Dachau Camp. The Tragic Case of Hans Litten“ veröffentlicht wurde. Diese Aktionen blieben erfolglos. Hans Litten beging nur wenige Tage später in der Nacht vom 4. auf den 5. Februar 1938 Suizid.
1938 ging Hilde Meisel – zur Vermeidung einer Ausweisung aus Großbritannien – eine Scheinheirat mit dem homosexuellen deutsch-britischen Karikaturisten John Olday (1905–1977) ein. Sie wurde dadurch britische Staatsbürgerin und entging somit auch der Internierung, die 1940 zeitweise für „enemy aliens“ galt. In diesen Jahren entwickelte sie eine rege publizistische Tätigkeit mit Beiträgen in The Socialist Vanguard, Sozialistische Warte, Left News und Tribune.

## Trennung vom ISK
Im Herbst 1939 trat sie zusammen mit Fritz Eberhard und Hans Lehnert (1899–1942) aus dem Internationalen Sozialistischen Kampfbund ISK aus.

## Wie man Hitler besiegen kann, 1939–1945

### How to conquer Hitler
Zusammen mit Fritz Eberhard veröffentlicht sie 1940 die Schrift „How to conquer Hitler – A Plan of Economic and Moral Warfare of the Nazi Home Front“. Mit eigenem Namen signiert sie für das Kapitel 10 unter dem Titel „The mental make-up of the German people“. Es handelt von der Propaganda des NS-Regimes und ihren Auswirkungen auf die deutsche Bevölkerung.
In seinem späteren Vortrag „Arbeit gegen das Dritte Reich“ erwähnt Fritz Eberhard näheres dazu:
Ein Einschnitt in meiner Emigrantenarbeit war der Kriegsausbruch. Zu dieser Zeit habe ich mich dann auch von der Organisation, vom ISK getrennt. Ich war danach nicht politisch, aber gewerkschaftlich organisiert; war also in England ein politischer Einzelgänger. Meine Eintrittskarte sozusagen zu einem erträglicheren und fruchtbareren Emigrantendasein war ein Buch, das ich sehr rasch nach Kriegsbeginn geschrieben hatte aufgrund von vorher laufenden Vorbereitungen, zusammen mit Hilda Monte, die erst einen Tag vor Kriegsausbruch Deutschland verlassen hatte, vorher aber auch in England gewesen war.
Sie hatte die letzten Erfahrungen in Deutschland gemacht über die psychologische Lage der Bevölkerung. Dieses Buch 'How to conquer Hitler' gab Ratschläge für den ökonomischen und den psychologischen Krieg gegen Hitler (How to conquer Hitler = Wie kann man Hitler besiegen). Glänzende Besprechungen hatte dieses Buch, das Buch ist eine Seltenheit, denn der größte Teil der Auflage befand sich in einem Lagerhaus am Hafen, als dieses von Nazibomben zerstört wurde. Wenn das Buch deshalb auch zu keiner großen Verbreitung kam, manche wichtigen Leute kannten es doch, und so manche Türen öffneten sich für mich.

### Der Sender der europäischen Revolution
Anfang 1940 wurde sie zusammen mit Fritz Eberhard als Beraterin in den Gillies-Ausschuss berufen. In ihm wurden konkrete Pläne für die Einrichtung eines sogenannten Schwarzsenders entwickelt. Der Sender der europäischen Revolution ging am 7. Oktober 1940 zum ersten Mal auf Sendung.
Auch nach der Auflösung des Gillies-Ausschusses 1941 bildete sie bis 1943 zusammen mit dem Gewerkschaftssekretär Walter Auerbach, dem Juristen Otto Kahn-Freund und Fritz Eberhard einen Diskussionskreis, der sich mit der Bekämpfung des Nationalsozialismus in Deutschland beschäftigte.
Im Auftrag des „Ministry of Economic Warfare“ (MEW) wurde Hilde Meisel Mitarbeiterin des „Central European Joint Committee“ (Propaganda und Nachrichtenauswertung).
Im Auftrag der International Transportworkers Federation (ITF) und in Zusammenarbeit mit dem britischen Kriegsgeheimdienst "Special Operations Executive" (SOE) unternahm sie im Frühjahr 1941 den Versuch, in Südfrankreich festsitzende (spanische und deutsche) NS-Gegner zur Ausreise zu verhelfen und gleichzeitig die Möglichkeit einer Verbindungslinie von Marseille über Lyon und die Schweiz bis nach Deutschland zu erkunden. Die Mission musste in Lissabon aus organisatorischen Gründen abgebrochen werden musste. Mitte Juni 1941 war Hilde Meisel zurück in London.

### Help Germany to revolt!
1942 erschien die Broschüre Help Germany to revolt!, die sie nochmals gemeinsam mit Fritz Eberhard verfasste.
Fritz Eberhard dazu:
Im Namen der Fabian Society verfaßte ich eine kleine Broschüre, wiederum zusammen mit Hilda Monte: 'Help German to revolt'. Sie war in Form eines Briefes an die Mitglieder der Labour-Party geschrieben, und ging eben auch von dem Gedanken aus, daß nicht alle Deutschen Nazis waren.
Der Sinn des Aufrufes bestand darin, die Gemeinsamkeit des Kampfes des deutschen Widerstandes und der britischen Kriegsanstrengungen gegen die NS-Diktatur zu unterstreichen. Davon wurde eine führende politische Rolle für den deutschen Widerstand in der Nachkriegszeit und speziell beim demokratischen Wiederaufbau Deutschlands abgeleitet.

### German Educational Reconstruction
1942 bereitete sie zusammen mit Fritz Borinski, Werner Milch, Minna Specht, Werner Burmeister, Fritz Eberhard und Otto Kahn-Freund die Gründung der German Educational Reconstruction Committee (G.E.R.) vor. Es handelte sich dabei um ein Projekt, das von der Union deutscher sozialistischer Organisationen in Großbritannien (Union) angestoßen wurde und sich mit der Planung und Vorbereitung einer Neuordnung des Bildungs- und Erziehungssystems im Nachkriegsdeutschland beschäftigte.
1943 beteiligte sie sich mit verschiedenen Beiträgen an diesem Projekt.
Die Union war eine Arbeitsgemeinschaft folgender Vertretungen deutscher sozialistischer Flüchtlinge: Sozialdemokratische Partei Deutschlands Sopade, Sozialistische Arbeiter-Partei SAPD, Gruppe Neu Beginnen (NB) und ISK. Sie wurde im Frühjahr 1941 auf Wunsch der Labour Party gegründet.
Nach eigener Aussage stellte sich die Union die Aufgabe, am Sturz des Hitler-Systems zu arbeiten und an der Seite der Alliierten für die Niederlage Hitlers zu wirken. Darüber hinaus wurden die Voraussetzungen und die Aufgaben einer kommenden einheitlichen sozialistischen Partei in Deutschland diskutiert und Gedanken über eine gemeinsame Zielsetzung ausgetauscht, um in einem demokratischen Nachkriegsdeutschland nicht die Fehler der Weimarer Republik zu wiederholen.

### BBC
Hilde Meisel wirkte außerdem an den deutschsprachigen Sendungen der BBC mit, war im Rahmen des Bildungsprogramms der britischen Streitkräfte tätig und gab zahlreiche Kurse zu deutschen und internationalen Fragen im Rahmen der „Worker's Educational Association“ (WEA).
Ein erhalten gebliebenes Rundfunk-Manuskript, das Mitte Dezember 1942 verfasst wurde, beschäftigt sich mit der Ermordung der europäischen Juden: „Was heute in Polen geschieht: die kaltblütige Ausrottung des jüdischen Volkes, das geschieht in Ihrem Namen, im Namen des deutschen Volkes […] Beweisen Sie diesen Menschen Ihre Solidarität, auch wenn es Mut kostet ⅓ gerade wenn es Mut kostet.“

### The Unity of Europe
Ursprünglich hatte Monte gemeinsam mit Walter Auerbach, Fritz Eberhard, Otto Kahn-Freund und Kurt Mandelbaum an dem Buch „The Next Germany. A Basis of Discussion on Peace in Europe“ gearbeitet, sich aber nach diversen Meinungsverschiedenheiten von diesem Projekt getrennt.
Ihre Ideen und umfassenden Konzepte für den Zusammenschluss Europas entwickelte sie eigenständig in ihrem Buch „The Unity of Europe“, das im Oktober 1943 im renommierten Verlag Victor Gollancz herauskam.
Die Aufnahme in den Left Book Club sorgte für eine Auflage von über 15.000 Exemplaren. Das Buch von knapp 200 Seiten verbindet eine politische mit einer wirtschaftlichen Argumentation zu einem dezidierten Plädoyer für die Bildung eines föderalen Europas in der Nachkriegszeit. Besondere Aufgabe Europas sei es, das immer wieder zu Krisen führende Gefälle zwischen dem industriellen Teil des Kontinents (u. a. Großbritannien, Deutschland, Frankreich) und dem agrarisch geprägten Teil (Osteuropa, Spanien, Portugal) zu überwinden. Ein gemeinsamer Markt würde dem Lebensniveau aller europäischen Länder dienen. Zum ausführlich begründeten Plan gehörten gemeinsame europäische Institutionen, unter anderem eine „European Central Reserve Bank“, europäische Universitäten wie auch – am Horizont – eine europäische Bürgerschaft.
In den Sozialistische Mitteilungen – News for German Socialists in England, Nr. 57, Ende Dezember 1943 – hieß es:
In einem etwa gleichzeitig erschienenen, vom Left Book Club herausgegebenen Buche 'The Unity of Europe' von Hilda Monte wird in einem kurzen Kapitel ebenfalls die Stellung Deutschlands in einem neuen Europa erörtert; grundsätzlich im gleichen Sinne wie in 'The Next Germany'. Das überaus lesenswerte Buch Montes ist reich an Tatsachen-Material und an instruktiven Erörterungen der politischen und wirtschaftlichen Zukunftsprobleme Europas und betont besonders den bisherigen Gegensatz des hochindustrialisierten Westens und des agrarischen Südostens Europas, der Export-Schwierigkeiten auf der einen, bäuerliche Armut auf der anderen Seite, Krisen, Spannungen und Unsicherheit zur Folge hatte und eine der Ursachen des Krieges wurde.

### In geheimer Mission in die Schweiz
Im Sommer 1944 wurde Hilde Meisel im Rahmen des „Faust Project“ von der „Labor Section“ des Office of Strategic Services (OSS) angeworben. Der Amerikanische Geheimdienst suchte in dem Zeitraum um die 200 Agenten, die militärische und politische Nachrichten in Deutschland beschaffen sollten.
Außerhalb von London, in einem kleinen Privathaus, wurden zu diesem Zweck vom OSS mehrere Schulungskurse für die Teilnehmer des Projekts durchgeführt. Lehrer dieser Kurse waren Mitglieder der US-amerikanischen Armee, darunter auch Emigranten. Intensiv wurden die Teilnehmer auf den praktischen deutschen Alltag im nationalsozialistischen Deutschland vorbereitet. Dabei wurde unter anderem vermittelt, welche Meldeformulare gerade im Umlauf waren, welche Lebensmittelkarten benutzt wurden, wie man an eine Wohnung kam und welche Bescheinigungen man haben musste, um eine Arbeit zu bekommen. Zum Abschluss dieser Kurse wurden die Teilnehmer im Fallschirmspringen ausgebildet. Aus Geheimhaltungsgründen wurde ihnen untersagt, mit ihren Bekannten über ihre bevorstehenden Abreise zu sprechen.
Zusammen mit Anna Beyer wurde Hilde Meisel im September 1944 in einem kleinen Flugzeug nach Frankreich geflogen. Ursprünglich sollten beide in der Nähe von Lyon abgesetzt werden. Da aber zu dem Zeitpunkt dort noch gekämpft wurde, wurden die beiden Frauen in der Nähe des Genfersees unweit von Thonon-les-Bains auf einer Wiese abgesetzt, die seit Beginn des Krieges vom englischen Geheimdienst als Start- und Landeplatz benutzt wurde.
Von einem französischen Bauern wurden sie in einem alten offenen Wagen zu einem stillgelegten Stollen transportiert, wo sie von einem englischen Offizier begrüßt wurden. Durch seine Mithilfe gelangten beide nach Thonon-les-Bains, wo sie sich vier Wochen aufhielten, bis sie vom Schweizer Widerstandskämpfer René Bertholet abgeholt wurden. Dieser brachte sie in die Schweiz nach Zürich, wo sie mit neuen Papieren ausgestattet wurden. Die Teilnahme Hilda Montes an den „Föderalistentreffen“ im Hause des Theologen Willem Adolf Visser ’t Hooft in Genf im Frühjahr 1944 ist eine Fehlinformation, die wahrscheinlich auf einer falschen Angabe in den Erinnerungen von Altiero Spinelli beruht.
Zusammen mit Anna Beyer war die erste Station in der Schweiz im Oktober 1944 bei Intragna in den Tessiner Alpen. Das Ehepaar Bertholet unterhielt dort ein Ferienhaus namens „Al Forno“, das als Aufenthaltsort von Emigranten benutzt wurde. Seit Herbst 1944 versuchten Zwangsarbeiter von Deutschland aus, schwimmend in die Schweiz zu flüchten. Um diesen Grenzverkehr zu unterbrechen, hatten die Deutschen die deutsch-schweizerische Grenze hermetisch abgeriegelt.
Kurz vor Kriegsende erhielten Anna Beyer, Hanna Bertholet, Änne Kappius und Hilde Meisel von der US-amerikanischen Vertretung in Bern eine Einladung. Bei diesem Treffen sollten die Frauen für Sabotageakte in Deutschland angeworben werden. Dieser Wunsch wurde von den angesprochenen Personen abgelehnt.
Etwas später nahm Hilde Meisel zusammen mit Karl Gerold, dem späteren Herausgeber der Frankfurter Rundschau, vom Tessin aus Verbindungen zu österreichischen Widerstandskreisen auf. Da eine geplante Infiltration nach Deutschland im Rahmen der OSS-Operation „Downend“ nicht zustande kam, erklärte sie sich im April 1945 in Absprache mit Vertretern des OSS, des britischen Kriegsgeheimdienstes Special Operations Executive (SOE) und österreichischen Sozialisten in der Schweiz (v. a. Ludwig Klein) bereit, die Grenze illegal zu überschreiten, um Kontakte zu Sozialisten in Vorarlberg herzustellen. Meisel sollte vor allem die Infiltration des österreichischen Gewerkschafters und Sozialisten Stefan Wirlandner vorbereiten, der seit 1943 in der Türkei und Italien mit der SOE arbeitete und über die Schweiz nach Österreich vordringen sollte. Anfang April überquerte sie allein die Grenze nach Vorarlberg, um bei Kontakten in Bludenz, Feldkirch, Bregenz und Dornbirn die Aufnahme von Wirlandner vorzubereiten.

### Tod bei illegalem Grenzübertritt
Am 17. April 1945 wurde Hilda Monte auf dem Rückweg von Österreich in die Schweiz an der Grenze zu Liechtenstein in der Nähe von Feldkirch morgens gegen 3.45 Uhr in einem dichten Waldgebiet von einem Mitarbeiter der Zollgrenzschutzstelle Tisis angehalten. Bei einem nachfolgenden Fluchtversuch wurde sie durch einen Schuss in den rechten Oberschenkel so schwer verletzt, dass sie kurz darauf an der Blutung starb. In ihrem Rucksack fand sich neben einer Pistole samt Munition und „verschiedenen Effekten“ ein Geldbetrag von 2042,78 Reichsmark. Da ihre Papiere auf „Eva Schneider“ lauteten, wurde sie unter diesem Namen auf dem evangelischen Friedhof in Feldkirch beigesetzt. Erst zwei Jahre später wurde ihre wahre Identität durch den Vorarlberger Nationalratsabgeordneten Anton Linder öffentlich gemacht.
Da Hilda Montes Mission dramatisch endete, wartete Wirlandner das Kriegsende in der Schweiz ab und kam erst am 10. Mai 1945 mit OSS-Offizieren nach Österreich.
1946 wurde Hilde Meisel völlig irreführend als Drahtzieherin für das am 8. November 1939 von Georg Elser auf Adolf Hitler verübte Bombenattentat im Münchner Bürgerbräukeller (mit)verantwortlich gemacht.
Ihr heutiger Grabstein auf dem evangelischen Friedhof von Feldkirch wurde auf Initiative österreichischer Sozialisten errichtet.

„HIER RUHT UNSERE UNVERGESSENE GENOSSIN HILDE MONTE-OLDAY · GEB. 31.7.1914 IN WIEN · GEST. 17.4.1945 IN FELDKIRCH · SIE LEBTE UND STARB IM DIENSTE DER SOZIALISTISCHEN IDEE.“

## Ehrungen
- Hilda-Monte-Straße in Bergkamen.

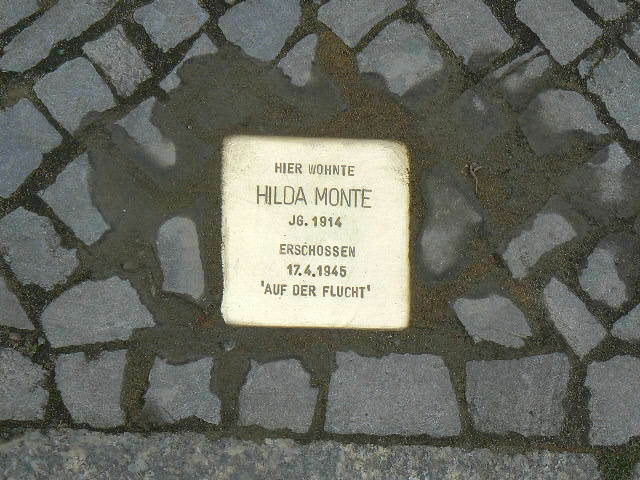
Stolperstein in Charlottenburg-Wilmersdorf

- Hilda-Monte-Weg in Hamburg-Neuallermöhe.
- Inschrift beim Widerstandsmahn- und Deserteursdenkmal in Bregenz: MEISEL, HILDE (MONTE–OLDAY) · UNTERGRUNDKAEMPFERIN IM EXIL · 1945 IN FELDKIRCH ERSCHOSSEN.[13]
- Stolperstein in Berlin, der mit der zwischen Apostrophe gesetzten Formulierung 'auf der Flucht' den falschen Eindruck erweckt, sie sei in Wirklichkeit liquidiert worden.
- Hilde-Meisel-Vitrine im Jüdischen Museum in Hohenems.[13]

## Ausstellung
- Verfolgt. Verlobt. Verheiratet. Scheinehen ins Exil. Mai bis Oktober 2018, Jüdisches Museum Wien Standort Judenplatz, Kuratorinnen Sabine Bergler, Irene Messinger (darin: Hilda Monte); Prospekt
  - Katalog: gleicher Titel, Hrsg. wie Kuratorinnen, Verlag wie Aussteller ISBN 3-901398-85-6

## Werke
Bücher und Broschüren
- Als Hilde Meisel: Gedichte Hans Lehnert. Europäische Verlagsanstalt, Hamburg 1950 DNB 452754151
- Als Hilda Monte:
  - mit Fritz Eberhard: How to Conquer Hitler. Jarrolds, London 1940 DNB 361589077
  - mit Hellmut von Rauschenplat: Help Germany to Revolt! (= Fabian Research Series, 62). Victor Gollancz, The Fabian Society, London 1942 DNB 579490874
  - The Unity of Europe. With an introduction by Henry Noel Brailsford. Gollancz, London 1943 DNB 992692180 Neuausgabe Lausanne, Peter Lang, 2023, hrsg.  v. Andreas Wilkens ISBN 978-2-87574-709-9.
  - Where freedom perished. Vorwort Jennis Lee. Gollancz, London 1947 DNB 577891111

Artikel in Sozialistische Warte
Namen in [ ] sind die im Artikel verwendeten Pseudonyme
- [Selma Trier] Der Griff nach der Saar. Jg. 9. 1934, Nr. 8 (Dezember), S. 192–201
- [H. Monte] Krise und Ausbeutung. Jg. 11. 1936, Nr. 1 (Januar), S. 13–16
- [H. Monte] Neues Labour-Programm. Jg. 12. 1937, Nr. 10 (15. Mai 1937), S. 220–222
- [H. Monte] Evolutionaerer Kommunismus. Jg. 13. 1938, Nr. 12 (25. März 1938), S. 267–270
- [Hilde Monte] Die wirtschaftliche Unabhaengigkeit der CSR. Jg. 13. 1938, Nr. 26 (1. Juli 1938), S. 603–609
- [Hilde Monte] Ungarn vor der Wahl. Jg. 13. 1938, Nr. 28 (15. Juli 1938), S. 658–662
- [Hilde Monte] Die Erschliessung Polens. Jg. 13. 1938, Nr. 36 (9. September 1938), S. 845–848